# Acmaeops septentrionis
Acmaeops septentrionis es una especie de escarabajo longicornio del género Acmaeops, tribu Lepturini. Fue descrita científicamente por Thomson C. G. en 1866.
Se distribuye por Alemania, Austria, Bielorrusia, Bulgaria, China, Estonia, Finlandia, Francia, Italia, Japón, Letonia, Lituania, Mongolia, Noruega, Polonia, Rumania, Rusia europea, Eslovaquia, Eslovenia, Suecia, Suiza, Chequia y Ucrania. Mide 7-10 milímetros de longitud. El período de vuelo ocurre en los meses de mayo, junio, julio y agosto.